# Leopold Kohr
Leopold Kohr (5. října 1909 Oberndorf bei Salzburg – 26. února 1994 Gloucester) byl rakouský politolog, právník, ekonom, filosof a spisovatel židovského původu. Publikoval také pod jménem Hans Kohr.
Absolvoval Innsbruckou univerzitu, Vídeňskou univerzitu a London School of Economics, v letech španělské občanské války působil jako reportér u republikánských jednotek. Po anšlusu Rakouska emigroval do zámoří a živil se jako zlatokop na kanadském severu, až v roce 1943 dostal místo na Rutgers University. Patřil k vůdčím postavám exilového Hnutí za svobodné Rakousko, také propagoval v USA píseň Tichá noc, složenou v jeho rodné vesnici. Po druhé světové válce působil na Portorické univerzitě a Aberystwythské univerzitě.
Hlásil se k filosofickému anarchismu, proslavil se sloganem „malé je milé“, který od něj převzal Ernst Friedrich Schumacher. Podporoval co největší decentralizaci rozhodování o veřejných záležitostech, protože lidé se podle něj mohou identifikovat jen s takovými institucemi, které neztratí lidský rozměr. Ve své klíčové knize The Breakdown of Nations vyslovil tezi, že malé státy fungují lépe než velké říše, které neumějí zvládat kritické situace a snadno se rozpadají. Je autorem koncepce, podle níž by Evropská unie neměla být tvořena státy, ale historickými a kulturními regiony, v nichž by počet obyvatel nepřesáhl patnáct milionů. Koncem šedesátých let se angažoval v boji ostrova Anguilla za nezávislost na Spojeném království. Jeho myšlenky silně inspirovaly pacifistické a environmentální aktivisty, v roce 1983 převzal Cenu za správný život, v roce 1989 byl vyznamenán Čestným odznakem Za zásluhy o Rakouskou republiku a v roce 2013 mu byl v Oberndorfu odhalen pomník.